# Грантиньш, Янис
Янис Грантиньш (латыш. Jānis Grantiņš; 7 июня 1909 года — 25 октября 1974 года) — советский и латвийский актёр. Заслуженный артист Латвийской ССР (1949).

## Биография
Родился в Арлавской волости Тальсенского уезда в рабочей семье Матиса Грантиньша. Учился в актёрской студии Рижского Рабочего театра, окончил Театральные курсы Фелдманиса (1935).
Сценическую деятельность начал в Рижском Рабочем театре (1932). Был актёром Крестьянского драматического театра (1935—1937), Лиепайского музыкально-драматического театра (1938—1940, 1945—1950), Даугавпилсский театр (1940—1941), Елгавский театр (1941—1942), Государственный театр юного зрителя Латвийской ССР (1950—1974).
Был востребован на съёмочных площадках киностудий Советского Союза. За роль поэта Райниса в одноимённом фильме режиссёра Юлия Райзмана был удостоен звания лауреата Сталинской премии второй степени (1950).
Был женат на актрисе Даугавпилсского театра Эмме Бетере.
Умер 25 октября 1974 года, похоронен на Кладбище Райниса в Риге.

## Творчество

### Роли в театре

#### Рижский Рабочий театр
- 1932 — «Правда бедняка» Дж. Голсверти — Офицер Армии спасения

#### Крестьянский драматический театр
- 1935 — «Сын рыбака» по роману Вилиса Лациса — Сартапутнс
- 1935 — «Любовь сильнее смерти» Райниса — Хейлс
- 1936 — «Праздник в Скангале» Е. Вульфа — Коса
- 1937 — «Мост юных сердец» В. Зонберга — Мартиньш
- 1937 — «Волшебный ключ» Я. Петерсона — Леонид

#### Лиепайский городской музыкально-драматический театр
- 1938 — «Из сладкой бутылки» Рудольфа Блауманиса — Мартиньш
- 1938 — «Перед заходом солнца» Герхарта Гауптмана — Стейниц
- 1939 — «Заноза сердца» Я. Леиньша — Петерис Пуполс
- 1939 — «Партизаны» М. Зиверта — Тилзис
- 1940 — «Молодняк» К. Бинькиса — Тиюнс
- 1940 — «Женская сила» Анны Бригадере — Давис Крастс

После перерыва:
- 1946 — «Он пришёл» Дж. Б. Пристли — Инспектор Гулл
- 1947 — «Варвары» М. Горького — Монахов
- 1949 — «Овод» по одноимённому роману Войнич — Артур
- 1949 — «Доходное место» А. Н. Островского — Жадов

#### Даугавпилсский театр
- 1940 — «Разлом» Бориса Лавренёва — Годун
- 1940 — «Коварство и любовь» Фридриха Шиллера — Миллер
- 1940 — «Ревизор» Н. В. Гоголя — Хлопов
- 1941 — «Мать» Карела Чапека — Андрей
- 1941 — «Без вины виноватые» А. Н. Островского — Миловзоров

#### Елгавский театр
- 1941 — «Саламейский алькальд» Педро Кальдерона — Педро Креспо
- 1941 — «Спридитис» Анны Бригадере — Король
- 1942 — «Китайская ваза» М. Зиверта — Нотарс

#### Государственный театр юного зрителя Латвийской ССР
- 1953 — «Бедность не порок» (латыш. "Nabadzība nav netikums") А. Н. Островского — Любим Торцов
- 1955 — «Гимназисты» (латыш. "Ģimnāzisti") Константина Тренёва — Лагушев
- 1956 — «Золотой конь» (латыш. "Zelta zirgs") Райниса — Белый Отец
- 1957 — «Поросль» (латыш. "Jaunaudze") Казиса Бинкиса — Тиюн
- 1958 — «Когда пылает сердце» (латыш. "Kad liesmo sirds") Яниса Анерауда — Этинг
- 1959 — «И так и этак, всё ничего» (латыш. "Šis un tas itnekas") Яниса Акуратера — Его канцлер
- 1960 — «Отверженные» (латыш. "Nožēlojamie") Виктора Гюго — Жан Вальжан
- 1962 — «Внуки Колумба» (латыш. "Kolumba mazdēli") Зигмунда Скуиня — Крускопс
- 1964 — «Ореховый мостик» (латыш. "Lazdu laipa") Илзе Индране — Алстерс
- 1965 — «Индулис и Ария» (латыш. "Indulis un Ārija") Райниса — Пудитис
- 1970 — «Зелёная птичка» (латыш. "Zaļais putniņš") Карло Гоцци — Калмон

### Фильмография
- 1949 — Райнис — Райнис
- 1955 — К новому берегу — Улупс
- 1957 — Сын рыбака — Бандерс
- 1957 — Рита — Эрих
- 1960 — Твоё счастье — Эрдман
- 1960 — На пороге бури — Павуланс
- 1961 — Обманутые — учитель
- 1963 — Генерал и маргаритки — эпизод
- 1965 — «Тобаго» меняет курс — Вилсонс
- 1967 — Война и мир — Вольцоген
- 1967 — Генерал Рахимов — Йоахим Вернер
- 1967 — Война под крышами — Шумахер
- 1968 — Всего одна жизнь — Князь Романовский
- 1969 — Он был не один
- 1969 — Я, Франциск Скорина… — Глаговский
- 1970 — Рыцарь королевы
- 1970 — Стреляй вместо меня — монах
- 1970 — Слуги дьявола — Ребусс
- 1971 — Мировой парень — Паркер
- 1971 — Жизнь и смерть дворянина Чертопханова — дворянин
- 1972 — Слуги дьявола на чёртовой мельнице — Ребусс
- 1972 — Последний форт — Иоганн
- 1972 — Вашингтонский корреспондент — мастер церемоний
- 1972 — Руины стреляют… — Юнк
- 1973 — Дмитрий Кантемир — Какавела
- 1973 — Олег и Айна — Петерис
- 1973 — Красный агат — дедушка Алёнки
- 1973 — Ключи от города — эпизод
- 1973 — Человек в штатском
- 1973 — Чинара — председатель на международной конференции врачей
- 1974 — Скворец и Лира — святой отец
- 1974 — Ответная мера — старик в очках
- 1975 — В клешнях чёрного рака — эпизод

## Признание и награды
- 1949 — Заслуженный артист Латвийской ССР
- 1950 — Лауреат Сталинской премии второй степени.
- 1950 — Орден Трудового Красного Знамени.